# Пам'ятки історії Стрийського району
У Стрийському районі Львівської області нараховується 5 пам'яток історії.
| # | назва | датування       | адреса                                 | охоронний номер | Номер і дата рішення            |
| - | --- | --------------- | -------------------------------------- | --------------- | ------------------------------- |
| 1 | Братська могила радянських воїнів (пам., 1965, мармурова крихта, з/бетон)                                                            | серпень 1944 р. | смт Дашава, біля будинку селищної ради | 857             | Рішення № 183, 05.05.1972       |
| 2 | Братська могила радянських воїнів (пам., ск. Д. Крвавич, Я. Мотика, арх. В. Трущак, П. Мельник, 1981, мармурова крихта, з/бетон)     | серпень 1944 р. | с. Семигинів, біля магазину            | 855             | Рішення № 183, 05.05.1972       |
| 3 | Могила Савицького Р. Я., українського поета, композитора (пам., ск. Є. Дзиндра, арх. М. Вендзилович, 1977, лабрадорит, бронза)       | 1904—1974 рр.   | с. Лисовичі, кладовище                 | 1715            | Рішення № 506, 02.11.1982       |
| 4 | Хата, в якій жив Бандера С. А., провідник ОУН (худ.-мем. табл., ск. М. Посікіра, 1990; пам. С. Бандері, ск. В. Гурмак, 1997, бронза) | 1930—1936 рр.   | с. Воля Задеревацька, музей            | 1716            | Розпорядження № 528, 19.07.1995 |
| 5 | Будинок, в якому жив Колесса Ф. М., український фольклорист, літературознавець, академік (мем. табл., 1970, мармур)                  | 1873—1889 р.    | с. Ходовичі, вул. Колесси, 21          | 1717            | Рішення № 183, 05.05.1972       |

## Джерело
Перелік пам'яток Львівської області [Архівовано 16 вересня 2012 у Wayback Machine.]

 Вікісховище має мультимедійні дані за темою: Пам'ятки історії Стрийського району